# Oxanthera
Oxanthera là một chi thực vật có hoa trong họ Rutaceae. Các loài trong chi này là đặc hữu New Caledonia. Trong một số tài liệu tiếng Anh, chúng được gọi là false oranges (cam giả).
Phân tích phát sinh chủng loài gợi ý rằng chi này nên được gộp vào chi Citrus.

## Các loài
Chi này bao gồm các loài sau:
- Oxanthera aurantium — oxanthera hoa cam.
- Oxanthera brevipes[4]
- Oxanthera fragrans — oxanthera thơm.
- Oxanthera neocaledonica — oxanthera lá to.
- Oxanthera undulata — oxanthera lá sáp.